# Rijeka Koprivnička
Rijeka Koprivnička falu Horvátországban Kapronca-Kőrös megyében. Közigazgatásilag Sokolovachoz tartozik.

## Fekvése
Kaproncától 18 km-re délnyugatra, községközpontjától 7 km-re nyugatra a  Kemléki-hegység keleti völgyében fekszik.

## Története
A falunak 1857-ben 187, 1910-ben 264 lakosa volt. Trianonig Belovár-Kőrös vármegye Kaproncai járásához tartozott. 2001-ben a falunak 83 lakosa volt.

## Nevezetességei
A Szentháromság tiszteletére szentelt temploma.